# Ложные жабы
Ложные жабы  (лат. Pseudophryne) — род бесхвостых земноводных из семейства австралийских жаб.

## Описание
Общая длина представителей этого рода колеблется от 2,5 до 4 см. Голова широкая, несколько уплощённая. Глаза большие с округлыми зрачками. Туловище толстое. Конечности небольшие, без перепонок. Окраска спины обычно коричневого или чёрного цвета с яркими пятнами на голове, спине или в задней части. Также есть ряд видов со светлыми полосами разного размера и количества.

## Образ жизни
Населяют редколесья, места вблизи водоёмов. Активны в сумерках или ночью. Питаются мелкими беспозвоночными или их личинками.

## Размножение
Это яйцекладущие земноводные. Размножение происходит накануне сезона дождей. Самки откладывают до 30 яиц в ямку возле воды. С наступлением дождей, потоки уносят яйца в водоём, где появляются головастики.

## Распространение
Обитают в восточной и южной Австралии.

## Классификация
На октябрь 2018 года в род включают 14 видов:
- Pseudophryne australis (Gray, 1835) — Яркоголовая ложная жаба
- Pseudophryne bibronii Günther, 1859 — Ложная жаба
- Pseudophryne coriacea Keferstein, 1868 — Красноспинная ложная жаба
- Pseudophryne corroboree Moore, 1953 — Яркая ложная жаба
- Pseudophryne covacevichae Ingram & Corben, 1994
- Pseudophryne dendyi Lucas, 1892 — Светлопятнистая ложная жаба
- Pseudophryne douglasi Main, 1964 — Реликтовая ложная жаба
- Pseudophryne guentheri Boulenger, 1882 — Ложная жаба
- Pseudophryne major Parker, 1940 — Квинслендская ложная жаба
- Pseudophryne occidentalis Parker, 1940 — Сухолюбивая ложная жаба
- Pseudophryne pengilleyi Wells & Wellington, 1985
- Pseudophryne raveni Ingram & Corben, 1994
- Pseudophryne robinsoni Donnellan, Mahony & Bertozzi, 2012
- Pseudophryne semimarmorata Lucas, 1892 — Оранжевогорлая ложная жаба

## Галерея

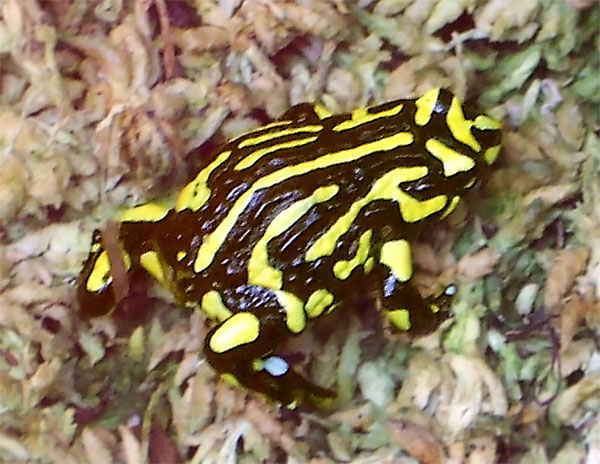
Яркая ложная жаба
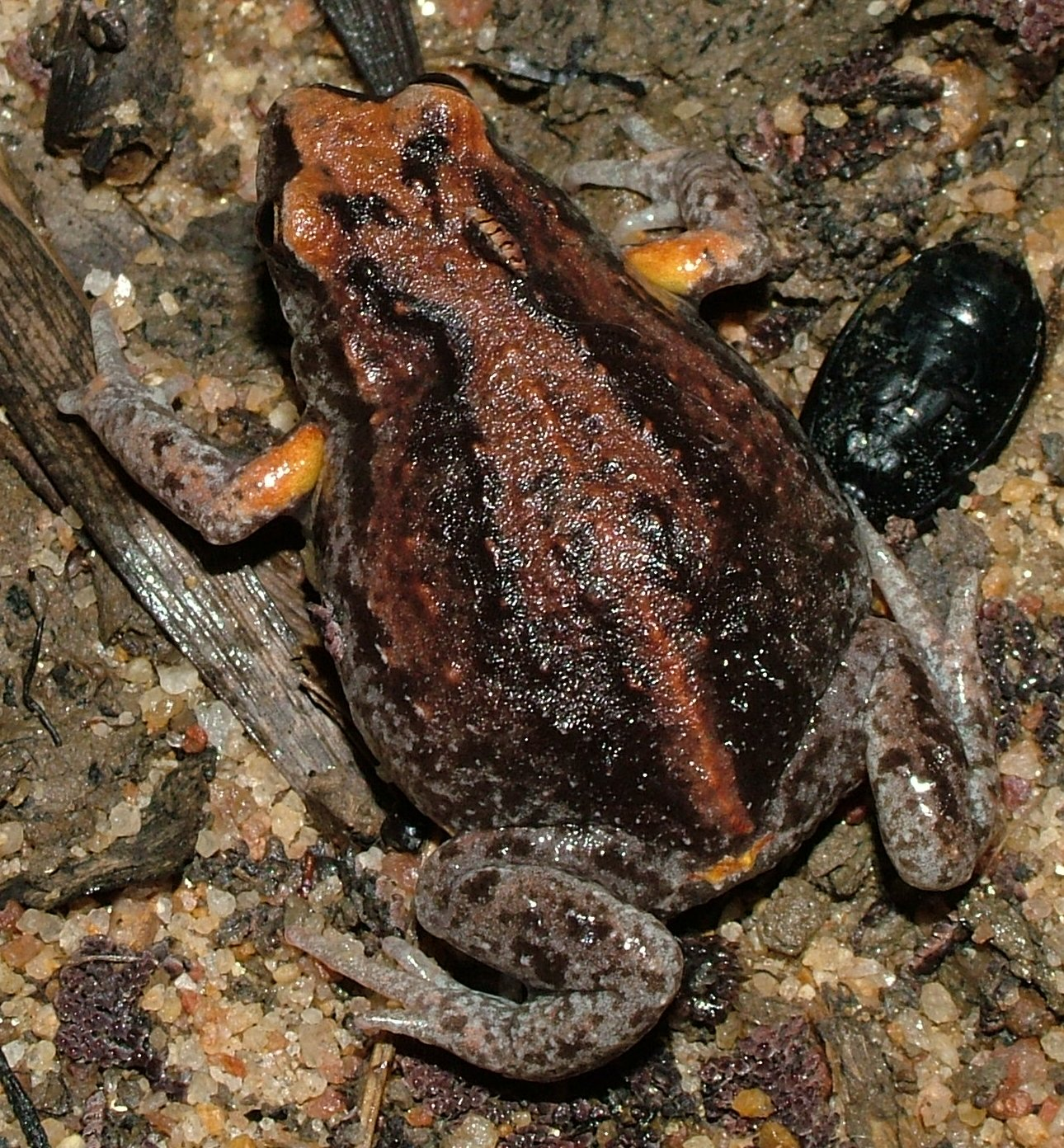
Квинслендская ложная жаба
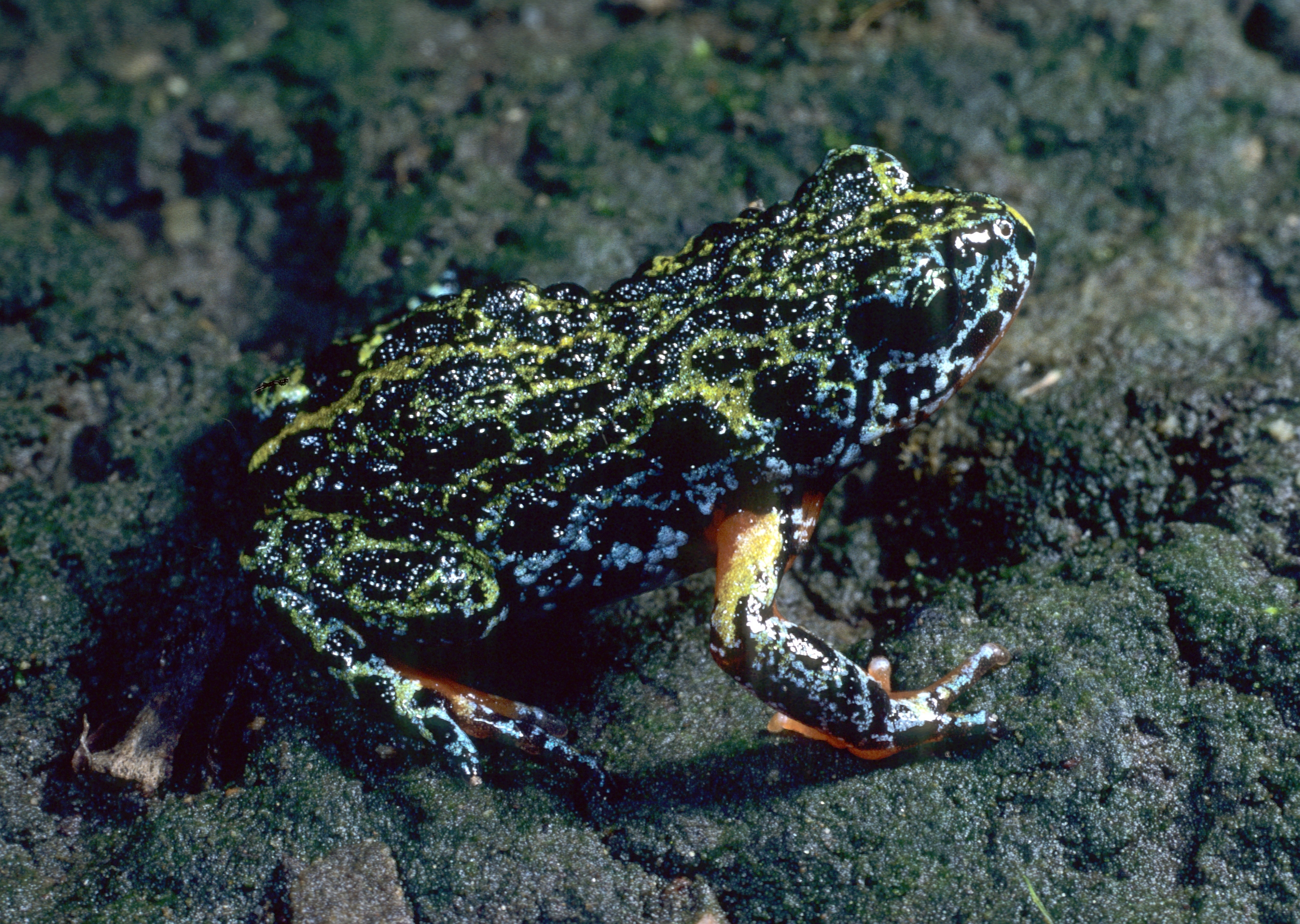
Оранжевогорлая ложная жаба
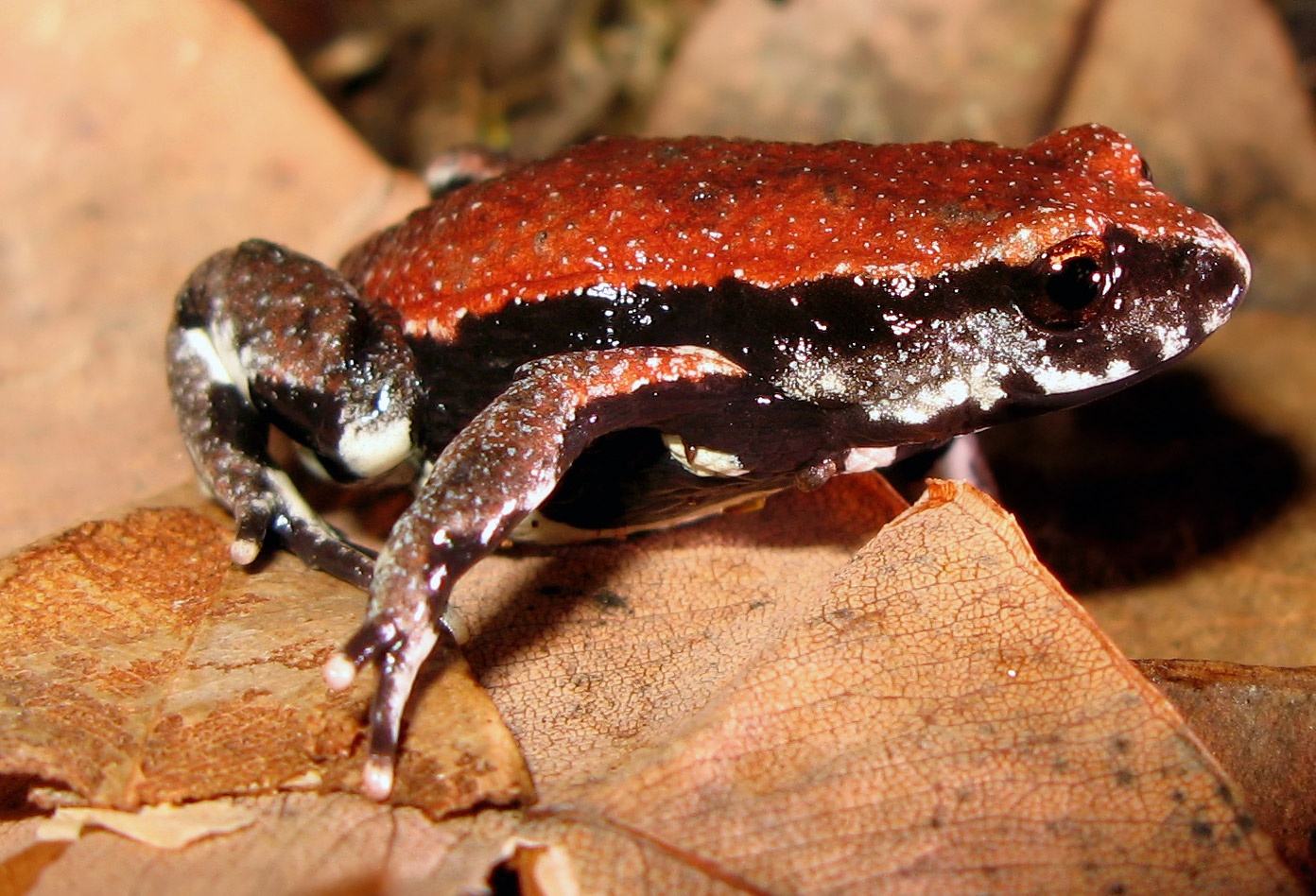
Красноспинная ложная жаба
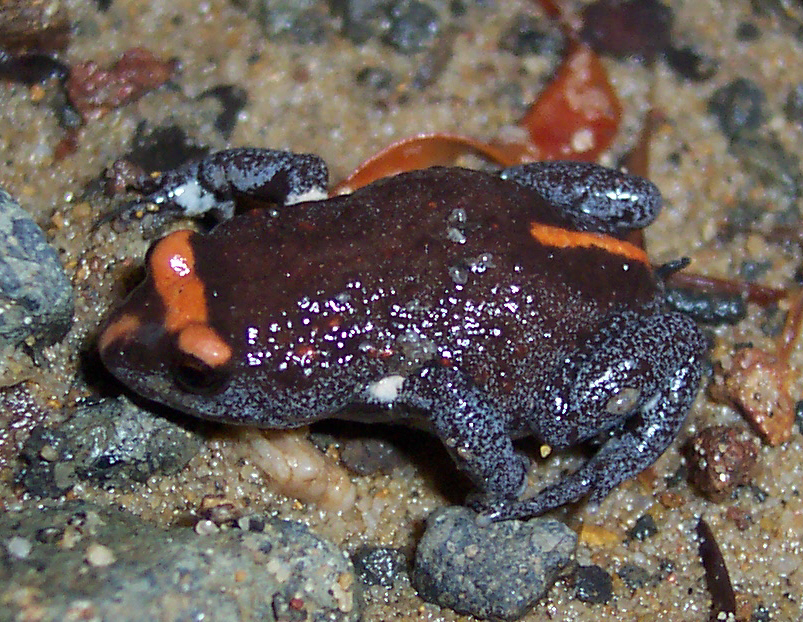
Яркоголовая ложная жаба
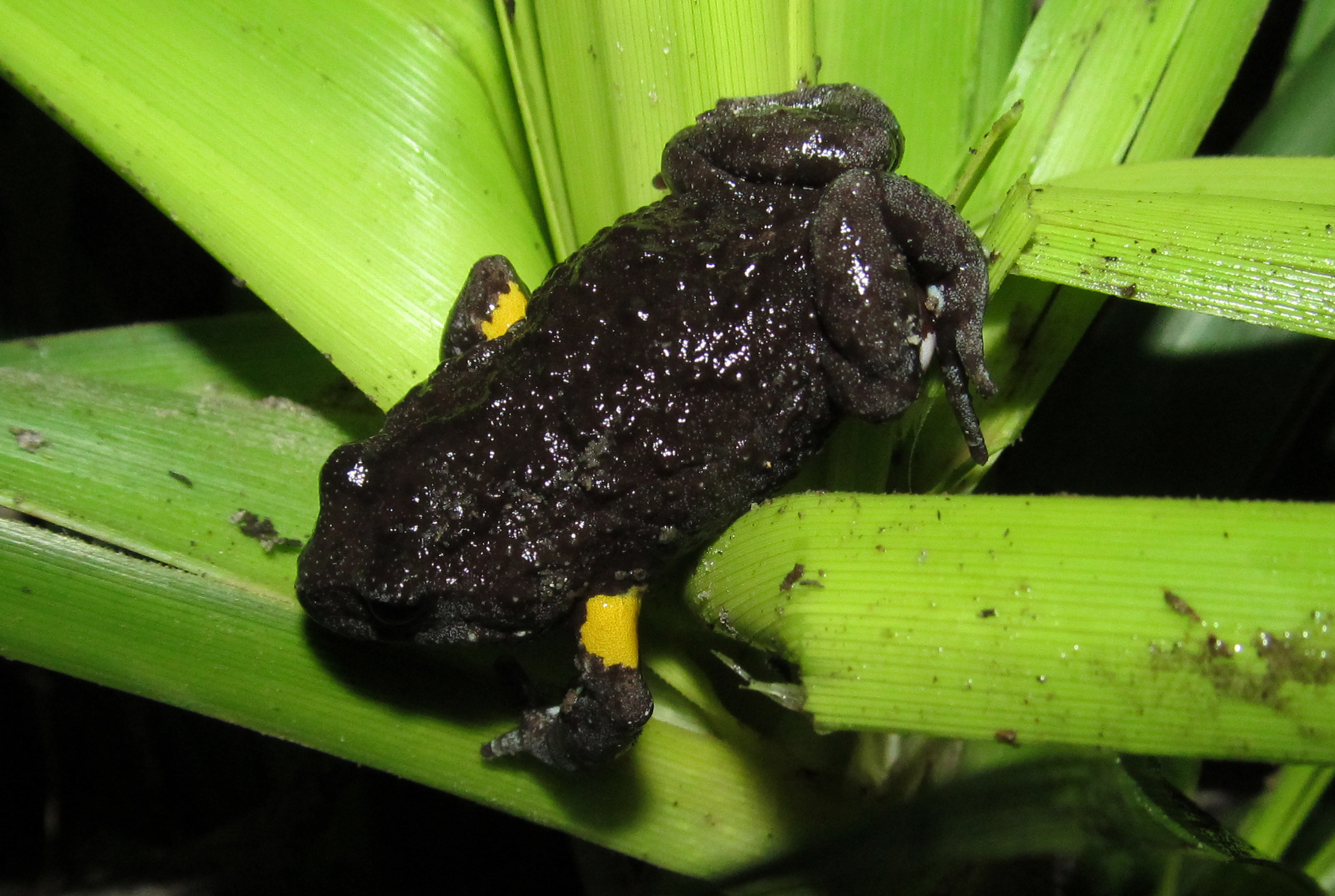
Светлопятнистая ложная жаба